# Laver Cup 2018
La Laver Cup 2018 fue la segunda edición de la Laver Cup, un torneo de tenis por equipos masculino. Se llevó a cabo en cancha dura bajo techo en el United Center en Chicago, Illinois (Estados Unidos) del 21 al 23 de septiembre.
El 19 de marzo de 2018, Roger Federer confirmó que será parte del equipo de Europa y Nick Kyrgios que será parte del equipo Resto del mundo. Ellos fueron los primeros jugadores en confirmar su participación.
El equipo Europa estuvo conformado por Roger Federer, Novak Djoković, Alexander Zverev, Grigor Dimitrov, Kyle Edmund y David Goffin con Jeremy Chardy como suplente. Björn Borg fue nuevamente el capitán y Thomas Enqvist su vice capitán.
El equipo Mundo estuvo conformado por Nick Kyrgios, Kevin Anderson, Diego Schwartzman, Jack Sock, John Isner y Frances Tiafoe con Nicolás Jarry como suplente. John McEnroe fue nuevamente el capitán y Patrick McEnroe su vice capitán.
Finalmente en el tercer día Alexander Zverev venció a Kevin Anderson dándole la victoria a Europa por 13-8.

## Participantes
| Ranking             | Europa                                                                                 | Ranking               | Resto del mundo                                                                   |
| Capitán: Björn Borg | Capitán: Björn Borg                                                                    | Capitán: John McEnroe | Capitán: John McEnroe                                                             |
| 2 3 5 7 11 16       | Roger Federer Novak Djokovic Alexander Zverev Grigor Dimitrov David Goffin Kyle Edmund | 9 10 14 17 27 40      | Kevin Anderson John Isner Diego Schwartzman Jack Sock Nick Kyrgios Frances Tiafoe |
| Ranking             | Suplentes                                                                              | Ranking               | Suplentes                                                                         |
| 38                  | Jérémy Chardy                                                                          | 46                    | Nicolás Jarry                                                                     |

## Partidos
Cada partido dará puntos. Un punto en el día 1, dos puntos en el día 2 y tres puntos en el día 3.
| Día | Fecha            | Tipo de partido | Europa                         | Resultado                  | Resto del mundo          | Puntos por equipos | Resultado después del partido |
| 1   | 21 de septiembre | Individual      | Grigor Dimitrov                | 6-1, 6-4                   | Frances Tiafoe           | 1                  | 1-0                           |
| 1   | 21 de septiembre | Individual      | Kyle Edmund                    | 6-4, 5-7, [10-6]           | Jack Sock                | 1                  | 2-0                           |
| 1   | 21 de septiembre | Individual      | David Goffin                   | 6-4, 4-6, [11-9]           | Diego Schwartzman        | 1                  | 3-0                           |
| 1   | 21 de septiembre | Dobles          | Novak Djoković Roger Federer   | 7-6(7-5), 3-6, [6-10]      | Kevin Anderson Jack Sock | 1                  | 3-1                           |
| 2   | 22 de septiembre | Individual      | Alexander Zverev               | 3-6, 7-6(8-6), [10-7]      | John Isner               | 2                  | 5-1                           |
| 2   | 22 de septiembre | Individual      | Roger Federer                  | 6-3, 6-2                   | Nick Kyrgios             | 2                  | 7-1                           |
| 2   | 22 de septiembre | Individual      | Novak Djoković                 | 6-7(5-7), 7-5, [6-10]      | Kevin Anderson           | 2                  | 7-3                           |
| 2   | 22 de septiembre | Dobles          | David Goffin Grigor Dimitrov   | 3-6, 4-6                   | Nick Kyrgios Jack Sock   | 2                  | 7-5                           |
| 3   | 23 de septiembre | Dobles          | Roger Federer Alexander Zverev | 6-4, 6-7(2-7), [9-11]      | Jack Sock John Isner     | 3                  | 7-8                           |
| 3   | 23 de septiembre | Individual      | Roger Federer                  | 6-7(5-7), 7-6(8-6), [10-7] | John Isner               | 3                  | 10-8                          |
| 3   | 23 de septiembre | Individual      | Alexander Zverev               | 6-7(3-7), 7-5, [10-7]      | Kevin Anderson           | 3                  | 13-8                          |
| 3   | 23 de septiembre | Individual      | Novak Djoković                 | Anulado                    | Nick Kyrgios             | Anulado            | 13-8                          |

| Bandera de Unión Europea |
| Campeones                |
| Europa                   |
| Segundo título           |